# 托马索·康帕内拉
托马索·康帕内拉（義大利語：Tommaso Campanella，1568年9月5日—1639年5月21日），原名乔瓦尼·多米尼克·康帕内拉（Giovanni Domenico Campanella），意大利哲学家、神学家、占星学家和诗人。康帕内拉的宗教思想较为激进，曾多次被捕，前后在狱中度过近三十年。最著名的著作是《太阳城》，他在这本书中借航海家与招待所管理员的对话，描绘了一个完全废除私有制的社会，启发了后来空想社会主义的众多理论与实践。

## 早年

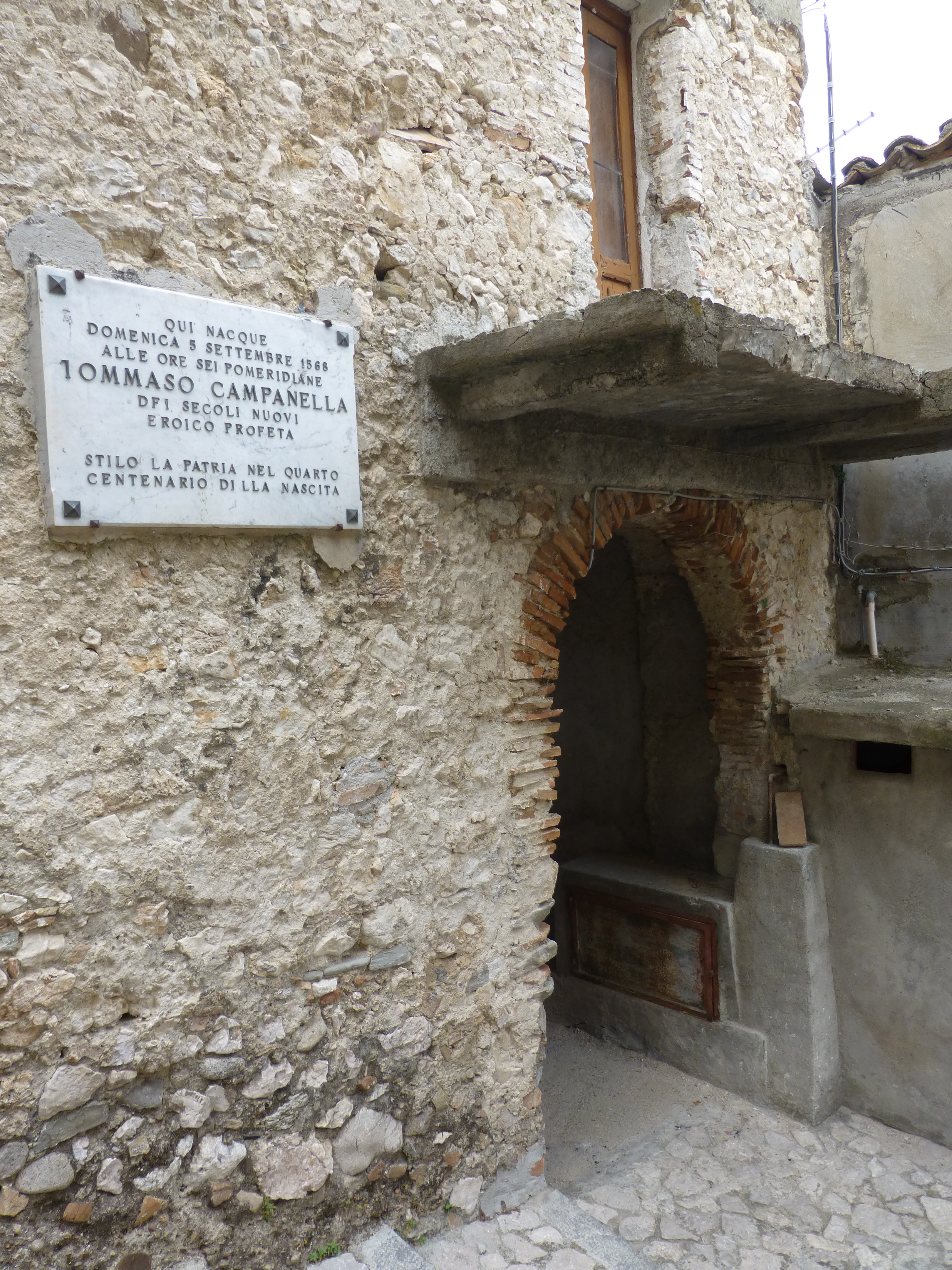
康帕内拉在斯蒂洛的居所

康帕内拉出生于西班牙统治下的卡拉布里亚区的斯蒂洛。父亲是一位贫苦的鞋匠。他自幼聪慧，十三岁时就能写诗。1581年，康帕内拉家搬到了斯蒂尼亚诺。他父亲本是想让康帕内拉学习法律，他却跟随一位多明我会僧侣学习逻辑。康帕内拉十五岁时在这位僧侣的影响下进入了修道院，改名托马索，以纪念托马斯·阿奎那。他在修道院中用心钻研，研读了大阿尔伯特、阿奎那和经院哲学家注释的亚里士多德著作。1585年，康帕内拉接替一位生病的僧侣参加了圣方济各派僧侣挑起的一场教义辩论。他采用波纳蒂特·特勒肖（Bernadino Telesio）的观点，反驳了其他僧侣恪守的对亚里士多德著作的正统诠释，取得了胜利。
这次辩论后，康帕内拉来到了尼卡斯特罗的修道院，大量阅读了柏拉图、老普林尼、斯多各派和德谟克利特派的著作，并专心钻研了特勒肖的著作。1588年8月，康帕内拉来到科森扎，渴望见到特勒肖会面，但特勒肖处在病危之中，不允许见任何客人。两个月后特勒肖去世，康帕内拉万分悲痛。同年11月，康帕内拉离开科森扎，来到阿里托蒙特修道院，继续深入钻研特勒肖的著作，因而遭到教会和经院哲学家的中伤和攻击。1589年1月到8月，康帕内拉用了七个月时间完成了自己的第一部哲学著作《感官哲学》，反驳了扎科波·安东尼·马尔塔对特勒肖学术的种种非难，认为必须根据所感觉到的材料来说明自然。而不应以过去权威人士的先验推论为依据

## 宗教迫害
1591年康帕内拉来到那不勒斯，开始写另一部著作《论物质的感觉和自然的魔法》，这本书受到了那不勒斯学者吉安巴蒂斯塔·德拉·波尔塔的影响，试图把占星术引入自己的思维体系。同年康帕内拉还将《感官哲学》一书出版。康帕内拉对亚里士多德思想的怀疑和他的著作中的思想引起了争议，他被逮捕送交宗教裁判所。次年的判决要求他放弃特勒肖哲学，限七日内离开那不勒斯，回到故乡的修道院去。康帕内拉最后在帕多瓦的贫民区找到了一个避难所，以当家庭教师为生，同时积极从事研究和写作，但他仍遭到论敌提出的宗教诉讼。
1593年底或1594年初康帕内拉在帕多瓦再度被逮捕，被解往罗马，受到残酷的刑讯。1596年12月，康帕内拉被判为严重异教嫌疑分子，受到开除教籍的处分。康帕内拉刚刚出狱，就又被人指控有异端思想，于是两个月后，他再次被宗教裁判所逮捕，囚禁了十个月，于1597年12月重新获释，被勒令返回故乡。处于迫害和关押中的康帕内拉在《论教会执政》等著作中以反对宗教改革，拥护教皇权力的形象出现，以留给教廷好的印象。此外他在《告意大利公爵书》和《论西班牙君主国》中都提倡摆脱现存的政府，建立教宗领导下的世界君主国。
1598年康帕内拉到了那不勒斯，以教授地理课程为生。但不久之后，回到故乡的他根据自己研究的占星术推论，所谓的“黄金时代”将在1600年左右到来。他为此试图发动卡拉布里亚当地的僧侣和贵族等人起义，推翻西班牙统治。1599年康帕内拉因人告密被捕，接受了酷刑的折磨。后来他在《太阳城》里借航海者之口提到“这位哲学家尽管受敌人最残酷的刑罚达四十个小时之久，却始终保持沉默，没有说出敌人需要他承认的半个字”。

## 狱中生涯

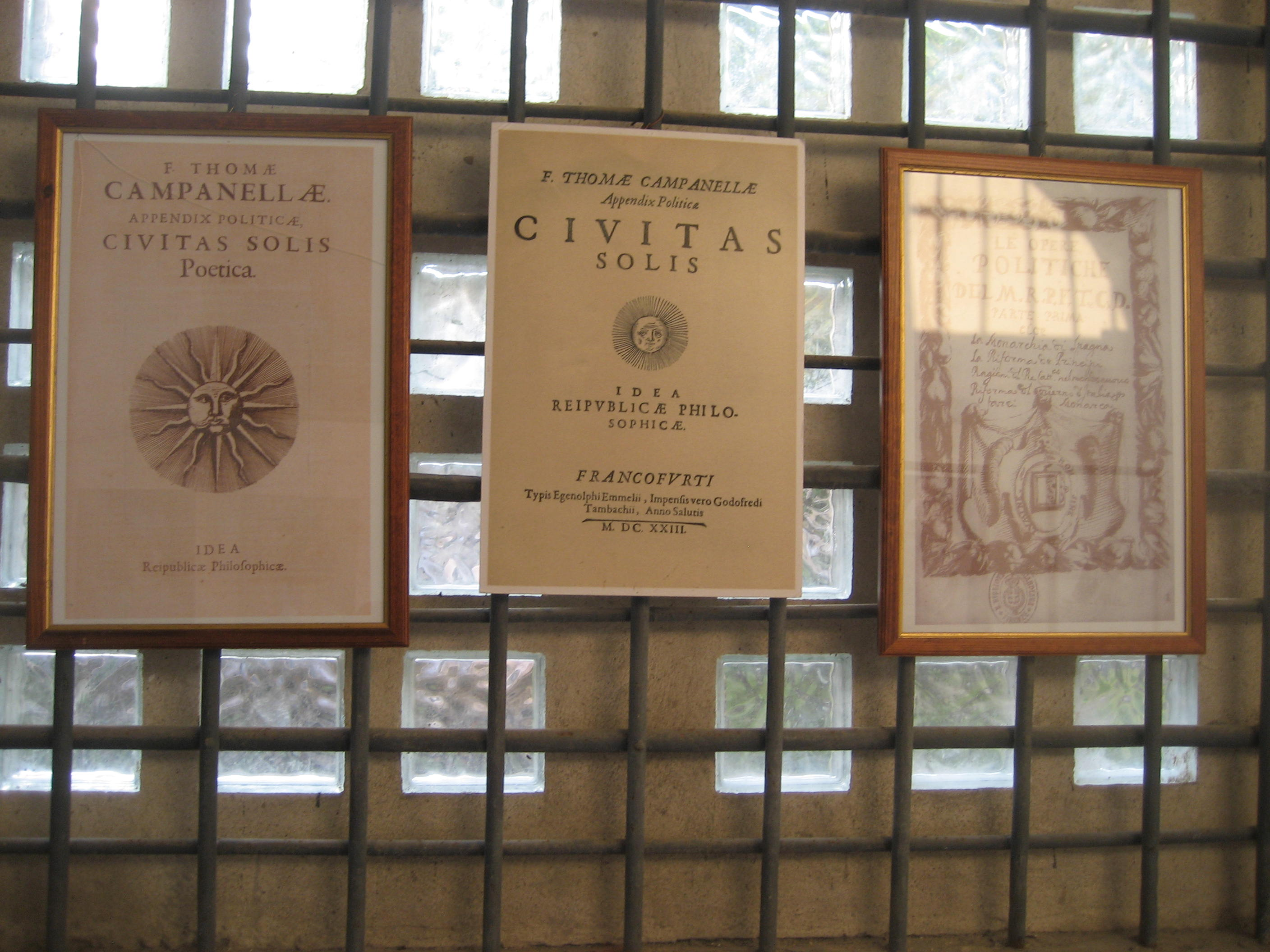
《太阳城》的封面

1603年1月8日，康帕内拉被判处无期徒刑。次年7月，他被转押到圣地艾尔摩城堡，被抛进一个地牢里。康帕内拉在地牢里坚持思考与写作，他在一首诗中，把自己比作普罗米修斯，把监禁自己的地牢称为“高加索”。这一段时间，他完成了《论西班牙君主国》、《被围攻的无神论》和《太阳城》。1608年3月，康帕内拉被转解到努奥沃城堡，关押六年之久。
他于1610年重新写出了1603年完成后被宗教裁判所没收的《形而上学》一书。康帕内拉称它为“哲学家的圣经”。在这部著作中，康帕内拉主要援引了特莱肖和伽利略的言论，阐述了他的自然哲学。此外，在这期间，他还写成了《论最好的国家》一文，这可以说是《太阳城》一书的续篇。1614年底，康帕内拉又被秘密解回到圣地艾尔摩城堡，重新被抛进到他多年前离开的那坟墓似的地牢。1616年在伽利略到罗马接受第一次审判时，康帕内拉写了详尽的论文《伽利略的辩护》，从自然、神学和哲学方面论证伽利略思想的正确。在这以后，康帕内拉又经过长达十年的狱中生活。1626年5月23日，西班牙总督宣布释放康帕内拉。但是不久，于6月27日，康帕内拉又被宗教裁判所逮捕，被押解到罗马的监狱里，完全置于神职人员的严密监视之下。

## 晚年

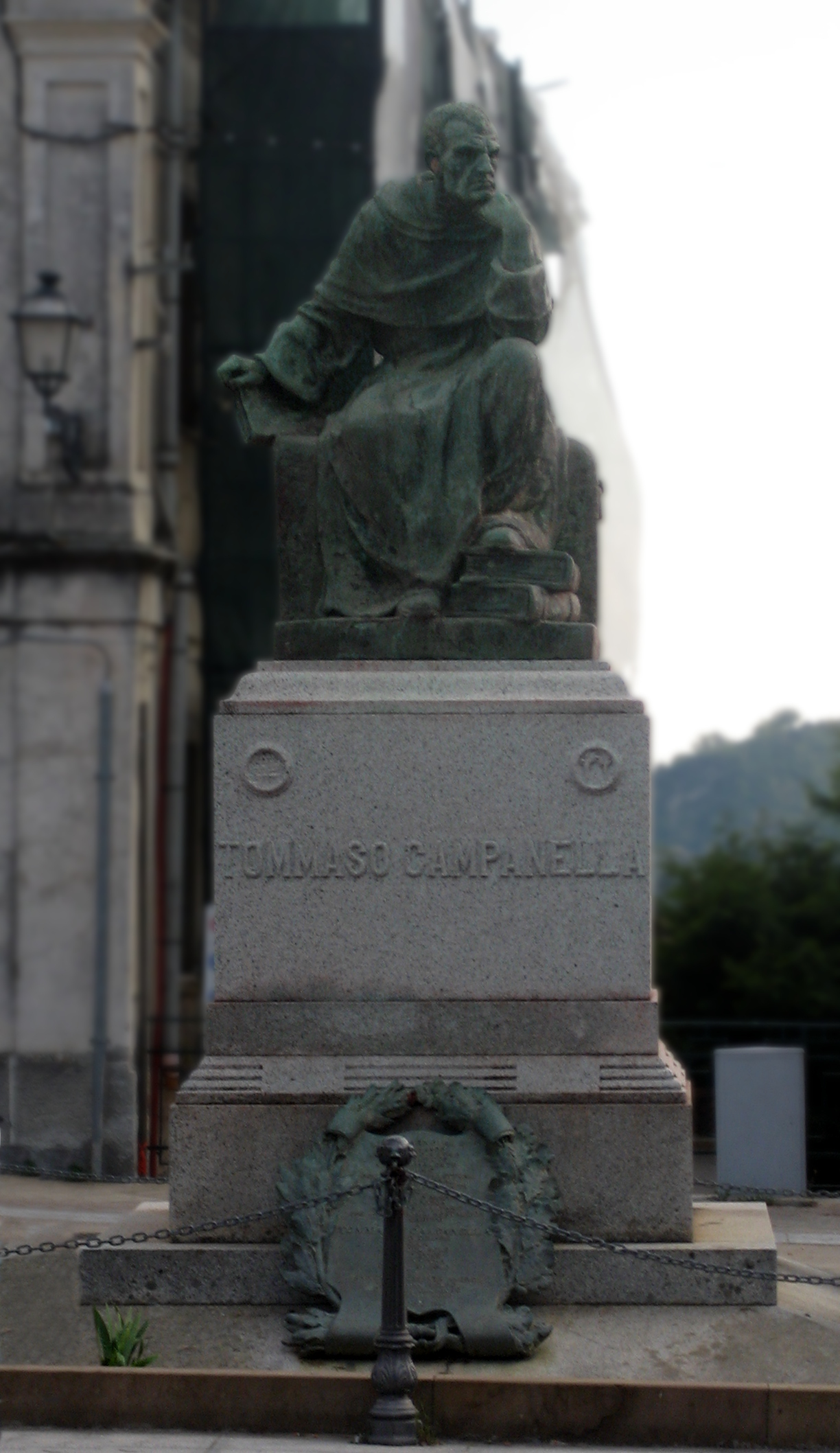
康帕内拉塑像

1626年，已被关押二十七年的康帕内拉在教宗乌尔班八世的干预下，从那不勒斯转移到了罗马，允许他公开发表著作。一方面的原因是乌尔班八世和西班牙国王腓力四世之间的矛盾，另一方面是他个人对占星术的喜好。1629年，康帕内拉完成了《人如何能避免星辰预示的命运》后，获得了完全的人身自由。之后五年，他作为乌尔班八世的占星术顾问在罗马生活。1632年，在伽利略要接受第二次审判时，康帕内拉又写信给他，提醒他不要低估审判者的无知和暴力。
1634年，康帕内拉当年的追随者又试图在卡拉布里亚发动起义，这让他陷入危险境地之中。在乌尔班八世和法国大使的帮助下，他逃到了法国。路易十三和黎塞留都将他作为占星术顾问予以接待。在巴黎，康帕内拉结识了伽桑狄等人，还写了不少政论文章，认为法国正处于上升时期而西班牙正在走向没落。康帕内拉全力整理和出版自己的著作，1635年底，教廷终于同意康帕内拉出版自己的文集。他最后的作品是为路易十四出生写的颂歌。1639年5月21日，康帕内拉在巴黎市郊圣奥诺雷他隐居的修道院去世。
1976年，苏联天文学家尼古拉·切爾尼赫发现的小行星4653以康帕内拉的名字命名为“托马索”（Tomasso）。

## 主要作品
- 《感官哲学》
- 《论物质的感觉》

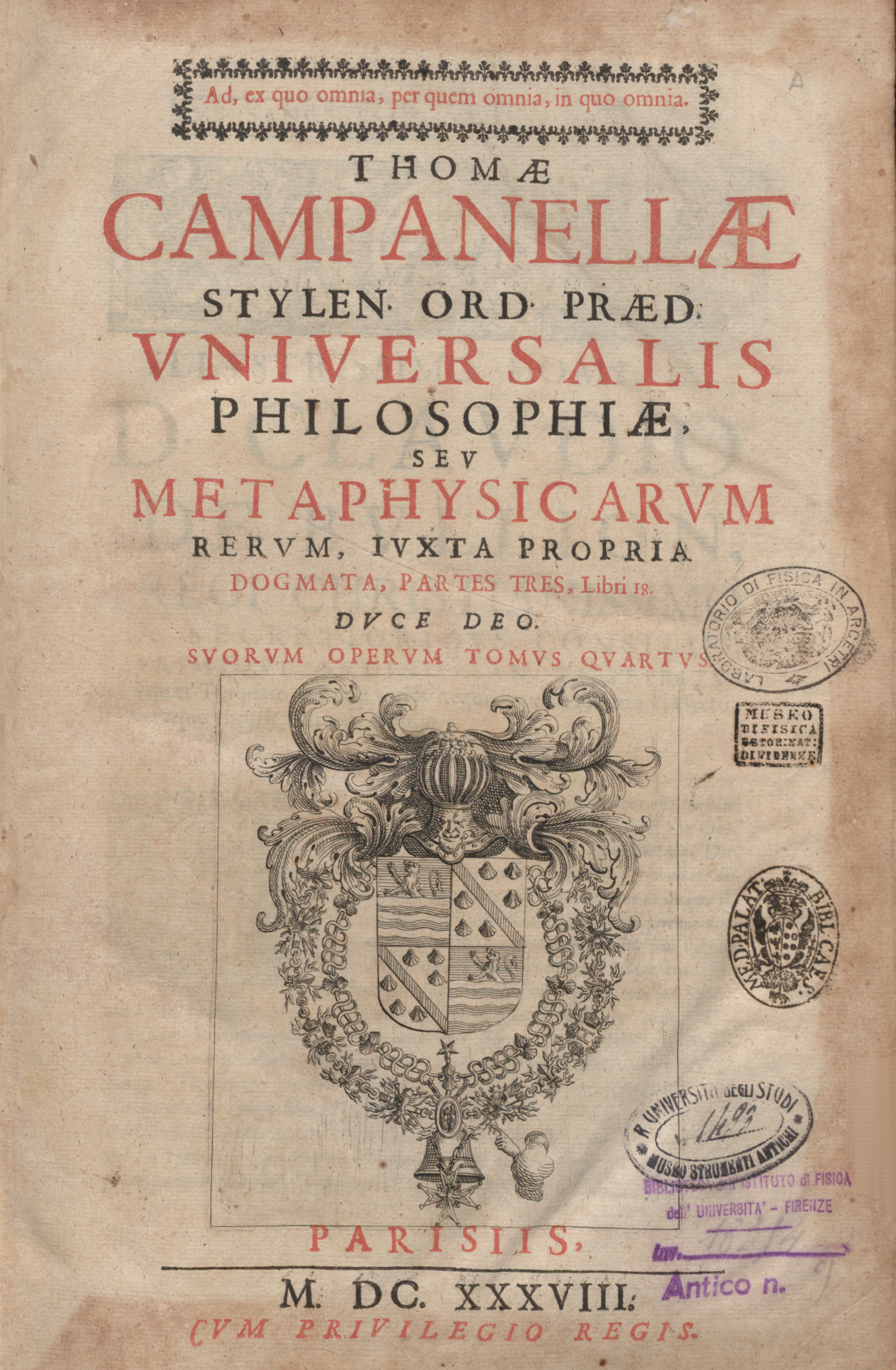
Metaphysica, 1638

- 《太阳城》，康帕内拉虚拟了一名热那亚的航海家和朝圣招待所管理的对话，描绘了一个不为世人所知、按照根本不同于当时意大利和西欧各国社会制度的原则建立起来的新型理想社会。太阳城位于赤道的一座小山上，面积和一座城市相仿，这里没有私有财产，没有剥削，人人劳动，生产和消费由被称为“形而上学者”“威力”“智慧”和“爱”的四位领导人所管理，有机构统一组织安排，产品按公民需要分配，儿童由国家抚养和教育，教育与生产相联系[5]。
- 《被围攻的无神论》，康帕内拉视这部著作为自己创作的分水岭，称之为“反驳政治家与马基雅维利主义者的作品”，这标识着他的作品从年轻时期的激进转化为更多的对基督教原理的思考[3]。
- 《论最好的国家》，在这部论文集中，康帕内拉驳斥了反对者对《太阳城》的各种非难，论证并进一步发展了《太阳城》一书中的若干论点，指出太阳城的社会制度的基本原则是根据人类理智发现的，而不是靠神的启示所提供的。他强调，一个最好的国家应该采取选举的方法，坚持“实际技能和学问”与“德行出众”这两条标准，使最优秀的人物担任领导职务。[10]。
- 《形而上学》
- 《为伽利略辩护》（1616）
- 《人如何能避免星辰预示的命运》（1629）